# 28-ма дивізія підводних човнів (Імперський флот)
28-ма дивізія підводних човнів (Імперський флот) — підрозділ Імперського флоту Японії, кораблі якого взяли участь у Другій світовій війні.
До дивізії входили великі підводні човни типу KD3 — I-63, I-60 та I-59 (завершені будівництвом у 1928, 1929 та 1930 роках відповідно). Після формування 28-та дивізія з грудня 1929-го належала до військово-морського округу Сасебо, а 1 грудня 1930-го була включена до 2-ї ескадри підводних човнів. У 1932 році 28-му дивізію передали до 1-ї ескадри підводних човнів, у 1934-му повернули до 2-ї, а наступного року знову підпорядкували 1-й. У підсумку станом на момент вступу Японії у Другу світову війну 28-ма дивізія належала до 5-ї ескадри підводних човнів.
2 лютого 1939-го під час флотських навчань у протоці Бунго (розділяє острови Кюсю та Сікоку) I-60 таранив І-63, що призвело до загибелі останнього.
Станом на початок грудня 1941-го обидва човни дивізії проходили ремонт та модернізацію. Лише 31 грудня вони вирушили з Кобе та 5 січня 1942-го прибули до Давао на південному узбережжі філіппінського острова Мінданао (це місто вже 20 грудня захопив японський десант). 10 січня вони вийшли в перший бойовий похід із завданням спершу прикрити висадку в Менадо на північно-східному півострові острова Целебес (відбулася в ніч проти 11 січня), після чого прямувати до Індійського океану (в цей період японські субмарини використовували для виходу сюди протоку Ломбок (між островами Ломбок і Балі). Далі І-60 узявся за патрулювання біля південного входу до Зондської протоки (розділяє острови Ява та Суматра), де 17 січня загинув у бою з британським есмінцем.
Що стосується І-59, то він пройшов до острова Різдва, де потопив вантажне судно, після чого обійшов Суматру та прибув до Пенангу (на західному узбережжі півострова Малакка), який на найближчі кілька років стане базою японського підводного флоту для дій у Індійському океані. У лютому — березні 1942-го І-59 здійснив другий похід у Індійський океан та потопив ще одне судно.
10 березня 1942-го до 28-ї дивізії включили I-62 із розформованої 29-ї дивізії підводних човнів, який на той час здійснював бойовий похід і перебував біля острова Цейлон. Того ж 10 березня І-62 потопив тут невеликий вітрильник.
Наприкінці березня та в першій половині квітня І-59 та І-62 перейшли з Південно-Східної Азії до Сасебо, а вже 10 квітня 28-му дивізію розформували. І-59 передали до 19-ї дивізії, а І-62 згодом служив у 30-й дивізії підводних човнів.